# Hieracium cavillieri
Hieracium cavillieri es una especie de planta con flor del género Hieracium, de la familia Asteraceae, orden Asterales.

## Distribución
Hieracium cavillieri se distribuye por Austria y Francia.

## Taxonomía
Fue descrita científicamente por Zahn. Fue publicada en E.Burnat, Hierac. Alp. Mar.: 305 (1916).